# جوان ديلون
جوان ديلون (بالإنجليزية: Joan Dillon)‏ هي كاتِبة أمريكية، ولدت في 30 أبريل 1925 في لافاييت في الولايات المتحدة، وتوفيت في 18 يناير 2009 في تشاتهام في الولايات المتحدة.